# Andreas Christoph Clamer

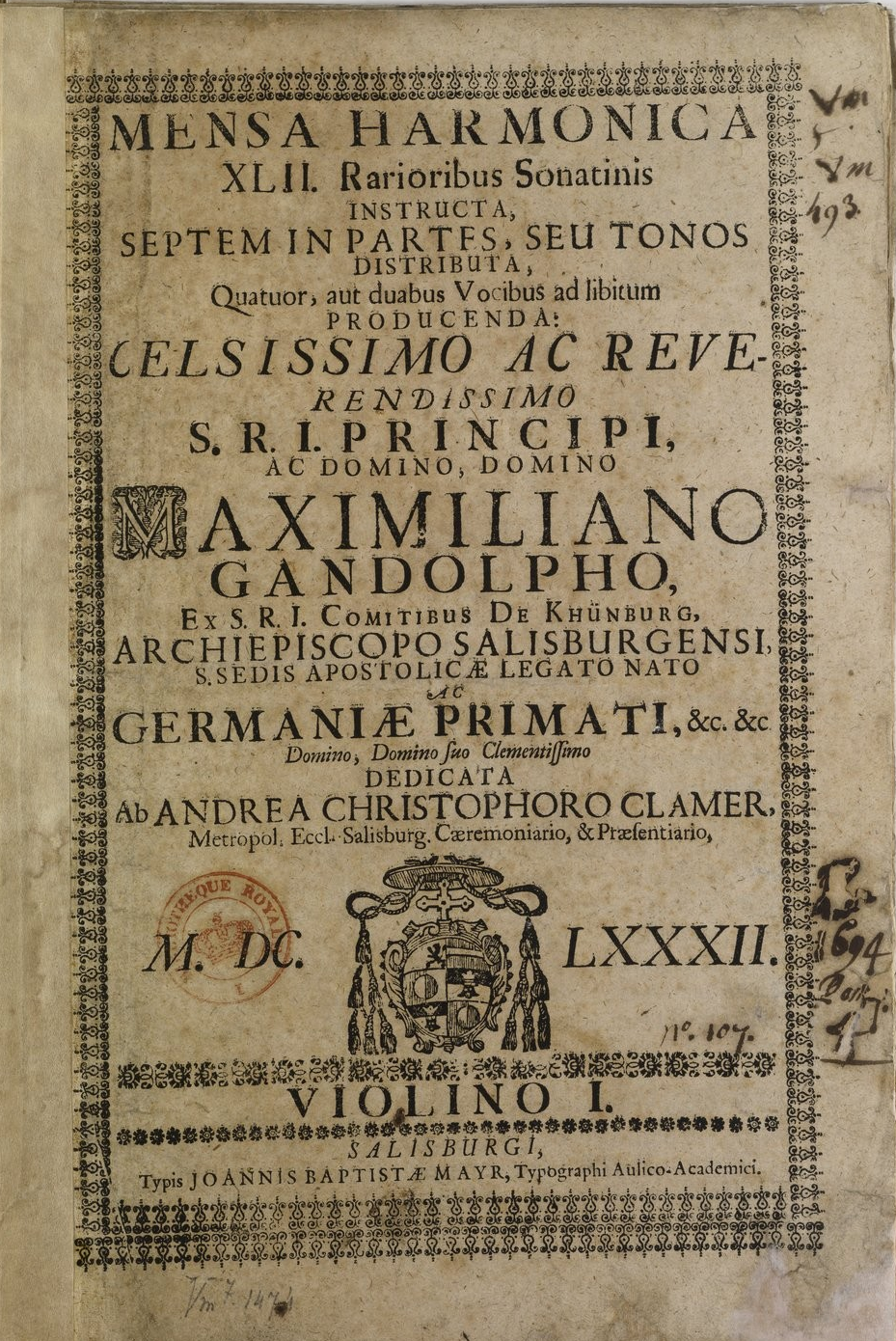
Deckblatt Violinstimme Mensa Harmonica

Andreas Christoph Clamer (* 29. November 1633 in Salzburg; † 6. Juni 1701 ebenda) war ein österreichischer Komponist und Sänger des Barock.
Andreas Christoph Clamer war der Sohn des Salzburger Hofkapellmeisters Gaudenz Clamer. Am 8. April 1662 wurde er in Salzburg zum Priester geweiht. Ab 1682 ist Clamer als Leiter und Ausbilder der Chorknaben am Salzburger Dom nachweisbar. Im gleichen Jahr gab er bei dem Salzburger Verleger Johann Baptist Mayr den Druck einer 42 Werke umfassenden Sonatensammlung in Auftrag, der „Mensa harmonica XLII Rarioribus Sonatis“ für zwei Violinen, Gambe und Basso continuo. Es sind aus mehreren Tanzsätzen bestehende Sonaten von unterhaltsamem Charakter, vergleichbar mit den im gleichen Zeitraum von seinen Salzburger Kollegen geschaffenen Werken „Mensa sonora“ von Heinrich Ignaz Biber oder dem „Armonico tributo“ von Georg Muffat.

## Diskografie
- Andreas Christoph Clamer: Partiten Nr. 1–6 "Mensa Harmonica", Ensemble Risonanza, Label Christophorus 2016